# Турате
Турате (італ. Turate) — муніципалітет в Італії, у регіоні Ломбардія, провінція Комо.
Турате розташоване на відстані близько 510 км на північний захід від Рима, 27 км на північний захід від Мілана, 19 км на південь від Комо.
Населення — 9341 особа (2014).
Щорічний фестиваль відбувається 29 червня. Покровитель — San Pietro e San Paolo.

## Демографія
Населення за роками:

Станом на 1 січня 2023 року в муніципалітеті офіційно проживало 867 іноземців з 49 країн, серед них 171 громадянин країн Євросоюзу та 39 громадян України.

## Сусідні муніципалітети
- Чиримідо
- Чизлаго
- Фенегро
- Джеренцано
- Лімідо-Комаско
- Ломаццо
- Ровелло-Порро